# ولکی تربشو
ولکی تربشو (به چکی: Velký Třebešov) یک منطقهٔ مسکونی در جمهوری چک است که در Náchod District واقع شده‌است.

## خصوصیات
ولکی تربشو ۳٫۱۳ کیلومترمربع مساحت و ۳۳۹ نفر جمعیت دارد و ۲۸۹ متر بالاتر از سطح دریا واقع شده‌است.